# 康樂街

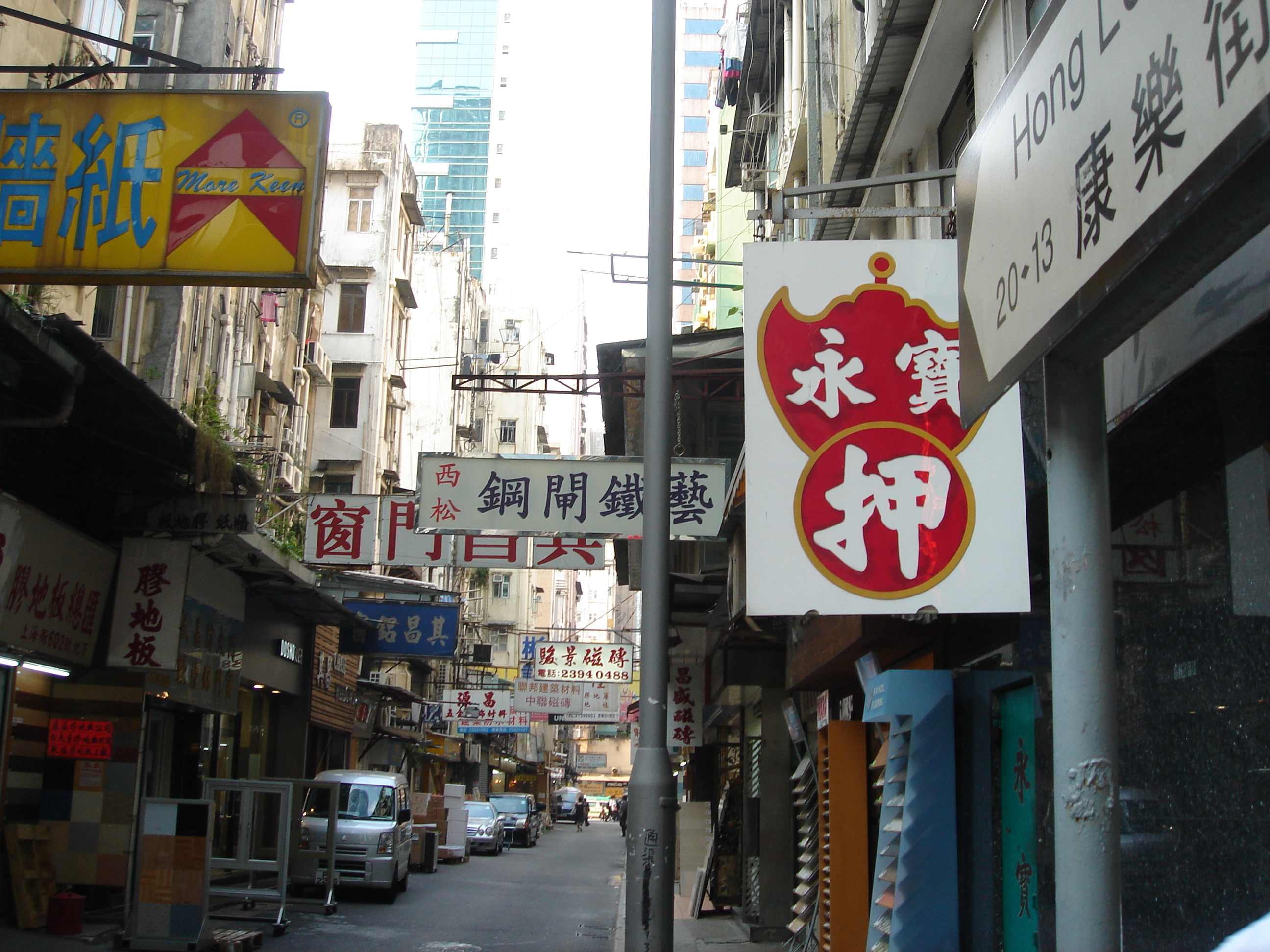
康樂街清拆後餘下的路段（2011年）

康樂街（英語：Hong Lok Street），是香港的一條街道，位於九龍旺角西部， 北起旺角道，南至亞皆老街。曾是售賣雀鳥、鳥籠及相關用品的集中地，因而有「雀仔街」之稱。
康樂街本來連接旺角道至山東街。1990年代中後期，亞皆老街以南的一段康樂街連同其他五條街道（統稱「旺角六街」）因配合土地發展公司的重建計劃而封閉，原址成為大型商場朗豪坊的一部份，而街道門牌號碼1至12號亦因此消失，並以於亞皆老街交界的13號作起點。

## 歷史
康樂街約於1970年代開始發展成「雀仔街」。在此之前的1960年代初期，旺角上海街的奇香茶樓成為了當地雀鳥愛好者的集中地。其後茶樓拆卸，集中地便轉移到附近的康樂街。初期約有10多名小販賣草蜢，之後逐漸發展，吸引更多販賣鳥籠、雀粟、草蜢及雀鳥的商店，到了1980年代已有80多間，成為香港旅遊景點之一。
1990年代初，土地發展公司發表「亞皆老街／上海街重建計劃」，這項重建計劃的目的是改善該區的環境，原址清拆後興建朗豪坊。「雀仔街」的販商遂於1997年搬遷到近花墟道一帶的園圃街雀鳥花園。

## 外部連結
- 新聞公報：永久封閉康樂街（雀仔街） （页面存档备份，存于）
- 歷史時空 Facebook 專頁：1979年香港旺角雀仔街(康樂街）/ 旺角廣東道街市片段